# Cercocebus sanjei
El mangabey del río Sanje (Cercocebus sanjei) es una especie de primate catarrino perteneciente a la familia Cercopithecidae que habita en Tanzania. Tiene cerca de 50 a 65 centímetros de longitud, excluyendo la cola, y pesa de 7 a 9 kilogramos. Su color corporal es grisáceo y vive en valles boscosos. Las frutas constituyen el 70% de su dieta, mientras el follaje constituye la mayor parte del resto.